# The Forsaken
The Forsaken je treći studijski album norveškog unblack metal sastava Antestor. Album je 5. siječnja 2005. objavila diskografska kuća Endtime Productions. Na albumu gostuju poznati metal glazbenici Hellhammer i Ann-Mari Edvardsen.

## Pozadina
The Forsaken bio je snimljen 2004. godine u studiju Toproom, studiju koji su koristile i grupe kao što su Tristania, Borknagar, Mayhem i Extol. Izvršni producent albuma bio je Samuel Durling. Nekoliko je pjesama za vrijeme snimanja bilo maknuto s albuma te su bile objavljene na EP-u Det tapte liv. Postavu grupe činila su dva bivša člana dark metal sastava Vaakevandring - pjevač Vrede i klavijaturist Sygmoon. Kao dodatna pjevačica na albumu pojavila se i Ann-Mari Edvardsen, poznata po svojem radu u gothic metal grupi The 3rd and the Mortal. Vemod je jedini izvorni član sastava koji se pojavljuje na albumu.
Album je značajan po tome što se na njemu pojavljuje bubnjar Jan Axel Blomberg, također znan i kao Hellhammer, jedan od najpoznatijih bubnjara u žanru ekstremnog metala. Njegovu pojavu na albumu metal je scena ponegdje osporavala. U intervjuu s ruskom metal web-stranicom Metal Library 7. siječnja 2007. godine Blomberg je izjavio:
Pjevač Ronny Hansen osobno je poznavao Hellhammera te ga je zamolio da svira u sastavu. Članovi Antestora Hellhammeru su u četiri oka dali demouratke pjesama, no prema Blombergovoj izjavi, on nikad nije upoznao Antestorove članove u studiju zato što je producent Børge Finstad želio raditi sa svakim glazbenikom zasebno kako bi postigao što bolje i produktivnije rezultate. Sastav je također zamolio Hellhammera da nastupa s njima na koncertima, no Blobmerg je odbio. To se nije dogodilo zbog njihovih vjerovanja, što Hellhammer potvrđuje: "Po mom mišljenju, danas je black metal samo glazba. Reći ću vam da niti ja niti ostali članovi Mayhema zapravo nikad nismo bili protiv religije ili nečeg drugog. Glavni nam je interes glazba." Pjevač Ronny Hansen komentirao je Blombergovu pojavu:

## O albumu
Recenzije The Forsakena uglavnom su bile pozitivne. Međutim, neki obožavatelji Antestorova starijeg glazbenog stila nisu bili previše zadovoljni stilističkom promjenom na The Forsakenu: prethodni se "sorrow metal" pristup koji je karakterizirao prethodni album sastava promijenio u moderni, brzi, progresivni i melodični dark metal. Album sadrži i nekoliko gitarističkih solo dionica; neki su kritizirali dodatak istih, poput Roela de Haana iz nizozemskog webzina Lords of Metal, koji je izjavio da "razrađene solo dionice jednostavno nisu lijepe te su potpuno izvan konteksta", Lords of Metal dao je The Forsakenu ocjenu 75 od 100, dok je Nocturnal Horde albumu dao ocjenu 8 od 10, nazivajući ga "vrlo snažnim albumom" te da se odlikuje "stapanjem inovacije, energije i gnjeva."
Nekoliko je pjesama koje su bile snimljene tijekom snimanja bilo izostavljeno s albuma. Među tim pjesmama izdvojene su "Grief", "Last Season", "Med hevede sverd" i "Det tapte liv", koje su kasnije bile objavljene na EP-u Det tapte liv iz 2004. godine. EP također sadrži i pjesmu koja se nalazi i na The Forsakenu, "Rites of Death". Inačica pjesme na albumu jedva je primjetno remiksana te glavnu razliku čini to što uključuje interludij na kojem je Edvardsen samostalno pjevala. "Raade" i "Mitt Hjerte" instrumentalne su skladbe.
Tekstovi pjesama na The Forsakenu prikazuju mračne, depresivne, introspektivne i osobne teme kao što su gorčina i čežnja. Na ovom albumu Antestor također govori i o problemima kao što su samoubojstvo, izražavanje sumnje u sigurnost spasenja te želju za smrću što je rijetkost za kršćanski sastav. Ovako glasi prevedeni primjer iz teksta pjesme "Betrayed": 

## Popis pjesama
| 1.    | »Rites of Death«          | 4:14 |
| 2.    | »Old Times Cruelty«       | 3:56 |
| 3.    | »Via Dolorosa«            | 5:09 |
| 4.    | »Raade« (Vladavina)       | 3:28 |
| 5.    | »The Crown I Carry«       | 4:52 |
| 6.    | »Betrayed«                | 4:21 |
| 7.    | »Vale of Tears«           | 5:52 |
| 8.    | »The Return«              | 4:47 |
| 9.    | »As I Die«                | 4:51 |
| 10.   | »Mitt hjerte« (Moje srce) | 3:18 |
| 44:48 |                           |      |

## Zasluge
| Antestor - Sygmoon – klavijature - Gard – bas-gitara - Vrede – vokali - Vemod – gitara | Dodatni glazbenici - Bjørn Leren – gitara - Ann-Mari Edvardsen – vokali - Hellhammer – bubnjevi Ostalo osoblje - Necrolord – naslovnica - Samuel Durling – izvršna produkcija - Børge Finstad – snimanje, miksanje - Morten Lund – mastering |